# Malhada dos Bois
Malhada dos Bois là một đô thị thuộc bang Sergipe, Brasil. Đô thị này có diện tích 59,3 km², dân số năm 2007 là 3687 người, mật độ 62,18 người/km².